# Décès en 1941
Décès
- 1937
- 1938
- 1939
- 1940
- 1941
- 1942
- 1943
- 1944
- 1945

Cet article présente une liste de personnalités mortes au cours de l'année 1941.

Les mois de l'année font également l'objet de listes spécifiques :

## Décès par mois

### Inconnu
- Mario Tamagno, architecte italien (° 19 juin 1877)
- Fernand Alkan-Lévy, peintre français (° 1870).
- Gustave Assire, peintre, aquarelliste et illustrateur français (° 31 octobre 1870).
- Pierre Berthelier, peintre français (° 1878).
- Henri Blahay, peintre français de l'École de Nancy (° 1869).
- Cécile Bougourd, peintre française (° 1857).
- Paul Buffet, peintre, illustrateur et prêtre français (° 27 avril 1864).
- Charles Chivot, peintre, sculpteur et illustrateur français (° 30 novembre 1866).
- Ernest Designolle, peintre et aquarelliste français (° 23 juillet 1850).
- Auguste-Antoine Durandeau, peintre et décorateur français (° 30 juillet 1854).
- Charles Jaffeux, peintre et graveur français (° 1902).
- Fania Lewando, écrivaine culinaire russe puis soviétique (° 1888).
- Luigi Olivetti, peintre et graveur italien (° 11 novembre 1856).
- Giuseppe Petrai, journaliste, écrivain, réalisateur et scénariste italien (° 25 juillet 1853).

### Janvier
- 2 janvier :
  - Joseph Kutter, peintre luxembourgeois (° 12 décembre 1894).
  - Mischa Levitzki, pianiste de concert russe naturalisé américain (° 25 mai 1898).
- 3 janvier : Eugène Boch, peintre belge (° 1er septembre 1855).
- 4 janvier : Henri Bergson, philosophe français (° 18 octobre 1859).
- 5 janvier :
  - Maxime Faivre, peintre français (° 5 janvier 1856).
  - Amy Johnson, aviatrice britannique (° 1er juillet 1903).
- 6 janvier : Efisio Giglio-Tos, photographe et universitaire italien, fondateur de la Corda Fratres (° 2 janvier 1870).
- 8 janvier :
  - Lord Baden-Powell, fondateur du scoutisme (° 22 février 1857).
  - Jennie Tuttle Hobart, américaine, femme du vice-président des États-Unis Garret Hobart (° 30 avril 1849).
- 10 janvier :
  - Frank Bridge, compositeur britannique (° 26 février 1879).
  - John Lavery, peintre portraitiste irlandais (° 20 mars 1856).
- 12 janvier : Eugène Dufour, peintre français (° 11 octobre 1873).
- 13 janvier : James Joyce, écrivain irlandais (° 2 février 1882).
- 14 janvier : Ludovic Alleaume, peintre, graveur et illustrateur français (° 24 mars 1859).
- 15 janvier : Léona Delcourt, française connue sous le nom de Nadja (° 23 mai 1902).
- 21 janvier : Georges Gvazava, juriste, homme politique et écrivain géorgien (° 23 avril 1869).
- 24 janvier : Laura Martínez de Carvajal, première femme médecin et première ophtalmologiste cubaine (° 27 août 1869).
- 29 janvier : Ioánnis Metaxás, homme politique grec (° 12 avril 1871).
- 31 janvier :
  - Fernand Quignon, peintre français (° 20 septembre 1854).
  - Maurice Lévis, peintre et aquarelliste français (° 11 novembre 1860).

### Février
- 5 février :
  - Alfred Arthur Brunel-Neuville, peintre de genre français (° 2 décembre 1852).
  - Édouard Paul Mérite, peintre et sculpteur français (° 7 mars 1867).
- 6 février : Maximilien Luce, peintre, graveur et militant libertaire français (° 13 mars 1858).
- 7 février : Henry Blahay,  peintre français de l'École de Nancy (° 21 février 1869).
- 9 février : Elizabeth von Arnim, écrivaine britannique (° 31 août 1866).
- 11 février : Lucien Poignant, peintre français  (° 23 janvier 1905).
- 16 février : Wilhelm Peters, footballeur et arbitre allemand de football (° 18 mars 1901).
- 18 février : George Minne, sculpteur belge (° 30 août 1866).
- 19 février : Hamilton Harty, compositeur, chef d'orchestre et pianiste-accompagnateur britannique d'originaire irlandaise (° 4 décembre 1879).
- 20 février :
  - František Kysela, graphiste, scénographe et enseignant austro-hongrois puis tchécoslovaque (° 4 septembre 1881).
  - La Bolduc, auteure-compositrice-interprète, harmoniciste, violoneuse québécoise (° 4 juin 1894).
- 21 février :
  - Frederick Banting, physicien canadien, Prix Nobel de médecine 1923 (° 14 novembre 1891).
  - Guerrita (Rafael Guerra Bejarano), matador espagnol (° 6 mars 1862).
  - Louis Rebour, capitaine au long cours, compagnon de la Libération (° 2 juillet 1907).
- 28 février : l'ex-roi Alphonse XIII d'Espagne, duc de Tolède (° 17 mai 1886).

### Mars
- 2 mars : Frédéric-Auguste Cazals, peintre, dessinateur, écrivain, poète et illustrateur français (° 31 juillet 1865).
- 6 mars :
  - Paul Hymans, avocat et homme politique belge (° 23 mars 1865).
  - Eudaldo Serrano Recio, républicain espagnol, membre fondateur du PSOE (° 1er janvier 1903).
- 7 mars :
  - Julian Eltinge, acteur américain (° 14 mai 1881).
  - Philippe Pourchet,  peintre paysagiste français (° 14 décembre 1872).
  - Arnold Schering, musicologue allemand (° 2 avril 1877).
- 8 mars :
  - Carlo Anadone, peintre et photographe italien (° 30 septembre 1851).
  - Sherwood Anderson, romancier américain (° 13 septembre 1876).
- 11 mars : Karl Joseph Schulte, cardinal allemand, archevêque de Cologne (° 14 septembre 1871).
- 15 mars : Alexi von Jawlensky, peintre russe (° 13 mars 1864).
- 17 mars : Otto Haberer, peintre et décorateur suisse (° 17 juin 1866).
- 18 mars : Henri Cornet, coureur cycliste français (° 4 août 1884).
- 22 mars :
  - Charles Gir, peintre, sculpteur, dessinateur, affichiste et caricaturiste français (° 1er novembre 1883).
  - Ivan Trouch, peintre impressionniste et critique d'art russe puis soviétique (° 17 janvier 1869).
- 28 mars :
  - Marcus Hurley, coureur cycliste sur piste américain (° 22 décembre 1883).
  - Virginia Woolf, écrivain britannique (° 25 janvier 1882).
- 29 mars : Ernest Choquette, écrivain, homme politique, journaliste et médecin canadien (° 18 novembre 1862).

### Avril
- 3 avril : Takeshirō Kanokogi, peintre japonais (° 9 novembre 1874).
- 13 avril : Annie Jump Cannon, astronome américaine (° 11 décembre 1863).
- 16 avril : Émile Bernard, peintre et écrivain français (° 28 avril 1868).
- 18 avril : Eugène Galien-Laloue,  peintre et graveur français (° 11 décembre 1854).
- 22 avril : Sisowath Monivong, roi du Cambodge (° 27 décembre 1875).
- 24 avril : Yasushi Tanaka, peintre de portraits, nus, architectures, paysages et fleurs japonais (° 13 mai 1886).
- 25 avril : Elizabeth F. Fisher, géologue américaine (° 26 novembre 1873).
- 28 avril : Jeanne Contal, peintre miniaturiste française (° 7 janvier 1866).

### Mai
- 3 mai : Georges Dilly, peintre français (° 16 juin 1874).
- 4 mai :
  - Johann von Pallavicini, diplomate autrichien puis austro-hongrois (° 18 mars 1848).
  - Herluf Zahle, barrister, diplomate et homme politique danois (° 14 mars 1873).
- 6 mai : Joseph Garibaldi, peintre français (° 12 mai 1863).
- 8 mai : Heinrich Zöllner, compositeur et un chef d'orchestre allemand (° 4 juillet 1854).
- 11 mai : 
  - Jeanne Donnadieu, peintre française (° 30 janvier 1864).
  - Senofonte Squinabol, géologue italien (° 30 décembre 1861).
- 12 mai : Georges Bouche, peintre français (° 24 janvier 1874).
- 15 mai : Michel Maximilien Leenhardt, peintre français (° 2 avril 1853).
- 18 mai : Marie Bermond, peintre et dessinatrice française (° 31 octobre 1859).
- 20 mai : André-Marc Antigna, peintre portraitiste, de genre et miniaturiste français (° 26 avril 1869).
- 23 mai : Slavko Osterc, compositeur slovène (° 17 juin 1895).
- 24 mai : Tita Gori, peintre italien (° 22 juillet 1870).
- 26 mai : Alphonse Lalauze, peintre et illustrateur français (° 4 juin 1872).
- 29 mai : Oskar Joost, musicien et chef d'orchestre allemand (° 9 juin 1898).
- 30 mai : Pascual Márquez, matador espagnol (° 22 octobre 1914).

### Juin
- 1er juin : Francis Birtles, pilote automobile, journaliste, aventurier, coureur cycliste, photographe et cinéaste australien (° 7 novembre 1881).
- 4 juin : Guillaume II d'Allemagne, dernier empereur Allemand et dernier roi de Prusse de 1888 à 1918 (° 27 janvier 1859).
- 6 juin : Louis Chevrolet, coureur/constructeur automobile américain d'origine suisse (° 25 décembre 1878).
- 8 juin : Franz Koritschoner, homme politique autrichien (° 23 février 1892).
- 11 juin : Alexander Cameron Rutherford, homme politique canadien, premier ministre de l'Alberta (° 2 février 1857).
- 14 juin : Charles Naillod, peintre, graveur et illustrateur français (° 6 juin 1876).
- 18 juin : Agustin Edwards, juriste, diplomate, homme d'affaires et homme politique chilien (° 17 juin 1878).
- 19 juin :
  - Jack McDonald, acteur américain du cinéma muet (° 17 septembre 1880).
  - Elena Popea, peintre roumaine (° 15 avril 1879).
- 26 juin :
  - Harper B. Lee, matador américain (° 5 septembre 1884).
  - Ettore Tito, sculpteur et peintre italien (° 17 décembre 1859).
- 28 juin : Richard Carle, acteur, compositeur, librettiste, lyriciste, metteur en scène et producteur de théâtre américain (° 7 juillet 1871).
- 29 juin : Ignacy Paderewski, pianiste, compositeur et homme politique polonais (° 6 novembre 1860).
- 30 juin : Hugo Becker, violoncelliste et compositeur allemand d'origine alsacienne (° 13 février 1864).
- ? juin : Valentin Neuville, compositeur et organiste français (° 12 avril 1863).

### Juillet
- 5 juillet : Oskar Fried, chef d'orchestre et compositeur allemand (° 10 août 1871).
- 6 juillet : Frank Cooley, réalisateur, scénariste et acteur américain (° 1er juin 1870).
- 7 juillet : Victor Dupont, peintre, aquarelliste, graveur et céramiste français (° 12 juillet 1873).
- 8 juillet : Philippe Gaubert, chef d’orchestre, flûtiste et compositeur français (° 5 juillet 1879).
- 9 juillet : André Chapuy, peintre et graveur français (° 23 mai 1882).
- 11 juillet : sir Arthur John Evans, archéologue britannique (° 8 juillet 1851).
- 15 juillet : Rose Bracher, botaniste britannique (° 1894).
- 21 juillet : Rex De Rosselli, acteur, réalisateur et scénariste américain (° 1er mai 1878).
- 23 juillet : Sarah Cecilia Harrison, peintre irlandaise (° 21 juin 1863).
- 26 juillet : Marx Dormoy, homme politique français (° 1er août 1888).
- 28 juillet :
  - Sosthène Weis, architecte et peintre luxembourgeois (° 29 janvier 1872).
  - Edwin J. Brown, homme politique américain, maire de Seattle de 1922 à 1926 (° octobre 1864).
- 29 juillet : James Stephenson, acteur britannique (° 14 avril 1889).
- 31 juillet : Alfred Melot, peintre français (° 19 octobre 1854).

### Août
- 4 août : Mikhaïl Savoyarov, chansonnier, compositeur et poète russe puis soviétique (° 30 novembre 1876).
- 5 août : Barnett Parker, acteur britannique (° 11 septembre 1886).
- 6 août : Victor Perret, homme politique français (° 21 août 1883).
- 7 août : Rabindranath Tagore, poète, écrivain indien (° 7 mai 1861).
- 12 août : Freeman Freeman-Thomas, Gouverneur général du Canada (° 12 septembre 1866).
- 14 août :
  - Luis Dellepiane, ingénieur civil, professeur d’université, homme politique et militaire argentin (° 26 avril 1865).
  - Maximilien Kolbe, homme d'église polonais (° 7 janvier 1894).
- 16 août : Robert Guénine, peintre, dessinateur, illustrateur russe puis soviétique d'origine juive (° 11 août 1884).
- 19 août : Paul Duboc, coureur cycliste français (° 2 avril 1884).
- 20 août : John Lawrence Baird, homme politique britannique (° 27 avril 1874).
- 31 août : Marina Tsvetaïeva, poétesse russe puis soviétique (° 26 septembre 1892).

### Septembre
- 7 septembre : Lajos Vajda, peintre et graphiste hongrois (° 6 août 1908).
- 8 septembre :
  - Giuseppe Amisani, peintre italien (° 7 décembre 1881).
  - Augusto Coello, écrivain et homme politique hondurien (° 1er septembre 1884).
- 9 septembre : William Gerard Barry, peintre irlandais (° 1864).
- 11 septembre : Christian Rakovski, médecin, homme d'État, citoyen roumain d'origine bulgare, socialiste révolutionnaire, puis homme politique et diplomate soviétique (° 13 août 1873).
- 14 septembre : Benjamin Fleischmann, compositeur russe (° 20 juillet 1913).
- 15 septembre : James Allen Ward VC, pilote néo-zélandais (° 14 juin 1919).
- 16 septembre : George Irby, scientifique et un homme politique britannique (° 6 septembre 1860).
- 18 septembre : Claude King, acteur anglais  (° 15 janvier 1875).
- 19 septembre : Jin Shuren, homme politique chinois (° 1879).
- 20 septembre : Hervarth Frass von Friedenfeldt, escrimeur tchécoslovaque (° 26 mai 1913).
- 25 septembre : Clifford Grey, auteur-compositeur, acteur, librettiste et bobeur britannique (° 5 janvier 1887).
- 26 septembre : Ugo Agostoni, coureur cycliste italien (° 27 juillet 1893).
- 27 septembre : 
  - Alfonso Albéniz, footballeur et diplomate espagnol (° 1er janvier 1886).
  - Eugène Cadel, peintre, graveur, critique d'art et enseignant français (° 18 juin 1862).
- 29 septembre :
  - Vilmos Aba-Novák, peintre hongrois (° 15 mars 1894).
  - Henry Paul Edmond Caron, peintre français (° 9 mai 1860).

### Octobre
- 1er octobre : Délia Tétreault, religieuse et missionnaire canadienne (° 4 février 1865).
- 3 octobre :
  - Jaime Janer, coureur cycliste espagnol (° 20 mai 1900).
  - Wilhelm Kienzl, compositeur autrichien (° 17 janvier 1857).
- 5 octobre : E. H. Calvert, acteur et réalisateur américain (° 27 juin 1863).
- 7 octobre : Jean Marchand, peintre, graveur et illustrateur français (° 21 novembre 1882).
- 11 octobre : Erich Altosaar, basketteur, volleyeur et footballeur estonien (° 14 août 1908).
- 16 octobre : Arthur Kronfeld, psychiatre allemand (° 9 janvier 1886).
- 17 octobre : John Stanley Plaskett, astronome canadien (° 17 novembre 1865).
- 22 octobre : 
  - Louis Marcoussis, peintre et graveur polonais naturalisé français (° 14 novembre 1878).
  - Guy Môquet, militant communiste français (° 26 avril 1924)
- 24 octobre : Henri Duhem, peintre français (° 7 avril 1860).
- 25 octobre :
  - Giuseppe Casciaro, peintre paysagiste italien (° 9 mars 1861).
  - Robert Delaunay, peintre français (° 12 avril 1865).
- 29 octobre : Károly Huszár, homme d'État hongrois (° 10 septembre 1882).
- ? octobre : César Giris, peintre, dessinateur, caricaturiste, scénographe et sculpteur italien (° 1877).

### Novembre
- 4 novembre : Henri-Gédéon Daloz, photographe, aquarelliste et peintre français (° 10 février 1861).
- 5 novembre : Léo Wanner, journaliste et militante féministe et anti-impérialiste française (° 4 janvier 1886).
- 6 novembre : Maurice Leblanc, écrivain français (° 11 décembre 1864).
- 7 novembre : Paula Gans, peintre austro-hongroise puis tchécoslovaque (° 9 mai 1883).
- 8 novembre :
  - Auguste Brouet, dessinateur, graveur et illustrateur français (° 10 octobre 1872).
  - Gaetano Mosca, sociologue, philosophe, journaliste et homme politique italien (° 1er avril 1858).
- 12 novembre : Leo Graetz, physicien allemand (° 26 septembre 1856).
- 13 novembre : Henri Schaerrer, officier et résistant français (° 13 octobre 1916).
- 14 novembre : Charles Binet-Sanglé, médecin militaire et psychologue français (° 4 juillet 1868).
- 18 novembre :
  - Émile Nelligan, poète québécois (° 24 décembre 1879).
  - Chris Watson, homme d'État britannique puis australien (° 9 avril 1867).
- 22 novembre : Newton Wesley Rowell, chef du Parti libéral de l'Ontario.
- 23 novembre : 
  - Henri Christiné : auteur, compositeur et éditeur français d'origine suisse (° 27 décembre 1867).
  - Eugeniusz Dąbrowa-Dąbrowski, peintre et architecte polonais (° 4 novembre 1870).
  - Carola Lorenzini, aviatrice argentine (° 15 août 1899).
- 24 novembre : Gabriel Girodon, peintre et sculpteur français (° 14 avril 1884).
- 26 novembre : Ernest Lapointe, politicien canadien (° 6 octobre 1876).
- 28 novembre : Mihailo Milovanović, peintre, sculpteur et écrivain serbe puis yougoslave (° 24 février 1879).

### Décembre
- 2 décembre :
  - Murray Carrington, acteur britannique (° 13 mars 1885).
  - Edward Rydz-Śmigły, homme politique polonais, officier de l'armée polonaise, peintre et poète (° 11 mars 1886).
- 3 décembre : Pavel Filonov, peintre russe puis soviétique (° 8 janvier 1883).
- 5 décembre : Amrita Sher-Gil, peintre hungaro-indienne (° 30 janvier 1913).
- 7 décembre :
  - Charles-Boris de Jankowski, peintre, dessinateur, lithographe et illustrateur polonais (° 21 mai 1862).
  - Lluís Millet, compositeur et chef de chœur espagnol (° 18 avril 1867).
- 9 décembre : Jan Hendrik Scheltema, peintre, dessinateur et graveur australien d'origine néerlandaise (° 23 août 1861).
- 10 décembre : Georges-Henri Manesse, peintre, aquarelliste, graveur et illustrateur français (° 29 janvier 1854).
- 11 décembre : Bronisław Gembarzewski, colonel du génie militaire polonais, peintre de bataille, historien militaire et directeur du Musée national de Varsovie et du Musée de l'Armée polonaise (° 30 mai 1872).
- 12 décembre : Ceslav Sieradzki , apprenti boulanger, adolescent résistant français d'origine polonaise, abattu à 16 ans au camp de sûreté de Vorbruck-Schirmeck (°16 juillet 1925).
- 15 décembre : Gabriel Péri, homme politique français (° 9 février 1902).
- 16 décembre : Jules Chadel, peintre, dessinateur et graveur français (° 10 juin 1870).
- 19 décembre : Carl Bantzer, peintre allemand (° 6 août 1857).
- 20 décembre : John Campbell Elliott, politicien canadien (° 25 juillet 1872).
- 21 décembre : Louis Dufourcet, écrivain français (° 1er août 1866).
- 22 décembre : Casimir Meister, compositeur suisse (° 22 novembre 1869).
- 23 décembre : William Clifford, acteur américain (° 27 juin 1877).
- 28 décembre : Marcel Baschet, peintre et illustrateur français (° 5 août 1862).
- 29 décembre : Pierre Kunc, compositeur et organiste français (° 28 octobre 1865).
- 30 décembre :
  - Chas Laborde, écrivain, journaliste, graveur, peintre et illustrateur français (° 8 août 1886).
  - Lazar Lissitzky, peintre, designer, photographe, typographe et architecte russe puis soviétique (° 23 novembre 1890).